# Myonia albifrons
Myonia albifrons är en fjärilsart som beskrevs av W. Warren 1904. Myonia albifrons ingår i släktet Myonia och familjen tandspinnare. Inga underarter finns listade i Catalogue of Life.